# محوطه زرشک
محوطه زرشک مربوط به اواخر است و در شهرستان قزوین، بخش مرکزی، روستای زرشک واقع شده و این اثر در تاریخ ۲۵ خرداد ۱۳۸۱ با شمارهٔ ثبت ۵۷۲۸ به‌عنوان یکی از آثار ملی ایران به ثبت رسیده است.